# Capilla de Santa Rita
La Capilla de Santa Rita (en francés: Chapelle Sainte-Rita) es una capilla católica situada en el número 65 del Boulevard de Clichy en el IX distrito de París frente al cabaret Moulin Rouge. Dedicada a Santa Rita de Casia, patrona de las causas perdidas, la capilla fue inaugurada en 1956 para servir a las prostitutas de Pigalle, entonces un concurrido barrio rojo. Está afiliada a la cercana Iglesia de la Santa Trinidad.

## Historia
El edificio albergó el estudio de Jean-Léon Gérôme entre 1884 y 1900. Es posible que Henri de Toulouse-Lautrec también haya vivido en el edificio en algún momento.
La planta baja del edificio fue adquirida en 1955 con la intención de acercar la presencia de la Iglesia a la prostitución de la zona. Después de la conversión, la capilla fue inaugurada en 1956 por el canónigo Emmanuel Lancrenon, entonces párroco de la parroquia de Santa Trinidad. La capilla fue renovada en 2007. Su fachada presenta una vidriera que representa a Santa Rita sosteniendo un par de rosas rojas,  siendo la rosa uno de los símbolos de la santa.

## Situación actual
Aunque la prostitución ha disminuido en el distrito circundante y la congregación se ha vuelto más diversa, la capilla mantiene su conexión con la prostitución. La capilla organiza servicios de extensión 5 noches a la semana para las prostitutas que quedan en la zona. El padre Pierre-Oliviers Picard, capellán de la capilla, recuerda: «La prostitución es menos visible hoy en día. Cuando era niño, había una prostituta cada diez metros al mediodía. Hoy, hay unas quince por la noche».
Desde 2011, la capilla se ha asociado con la organización Aux captifs la libération para proporcionar un centro de acogida para prostitutas y personas sin hogar cerca de la capilla. El centro cuenta con personal voluntario.
Prostitutas del Bois de Boulogne, incluidas prostitutas transexuales, también utilizan la capilla.
La capilla organiza un fin de semana jubilar y una procesión en la festividad de Santa Rita.